# Голограф Веселкового поля
«Голограф Веселкового поля» (яп. 虹ヶ原ホログラフ, Nijigahara Horogurafu) — японська серія манґи, написана та проілюстрована Ініо Асано. Вона розповідає про події, що відбуваються після того, як однокласники кинули дівчинку в колодязь, і про їхнє життя після цього. Манґа виходила в журналі Quick Japan видавництва Ohta Publishing з 2003 по 2005 рік. В серпні 2024 року манґа вийшла українською мовою.

## Сюжет
Розповідь стрибає між роками та подіями, дозволяючи читачеві самостійно зрозуміти, як пов'язані між собою нелінійні події.
Основною фігурою історії є персонаж Аріє Кімура, симпатична учениця п’ятого класу з блідою шкірою та довгим волоссям. Вона любить розповідати своїм однокласникам страшну казку, в якій дівчина послана Богом, щоб попередити село про чудовисько, який знищить їх. Мешканці села бояться її передбачень, і семеро з них вирішують принести її в жертву, щоб задовольнити чудовиська. Дівчина перероджується знову і знову, приречена повторювати цей цикл, а чудовисько стає все більшим, бо його шлунок наповнюється людськими тілами. Ця казка є передвісником загальної структури манґи.
Аріє стверджує, що чудовисько ховається в тунелі Ніджіґахара, темному тунелі, що знаходиться поруч з їхньою школою. Вчителька учнів, Сакакі, пояснює, що набережну Ніджіґахара назвали за легендою про кудана — «корову з людським обличчям», яка відома тим, що передбачає епідемії та страждання, перш ніж таємничо помирає. Однокласники Аріє знущаються з неї, стривожені її казкою, водночас стримуючи свої власні особисті проблеми. Семеро з них зрештою штовхають Аріє в колодязь, що веде до тунелю Ніджіґахара, щоб задовольнити «чудовиська», повторюючи сюжет казки. Діти переконують дорослих, що це був нещасний випадок. Аріє опиняється в комі, де залишається на більшу частину історії. Невдовзі після цього містом починають літати зловісні метелики-капустянки, що світяться. Однокласники Аріє дорослішають і намагаються жити далі, але їх все одно переслідують спогади про інцидент і почуття провини за свої вчинки. Вони страждають від внутрішніх чудовиськ: провини, болю, травм тощо, і вони не можуть позбутися своїх болючих спогадів та вчинків. Ці придушені емоції продовжують впливати на них протягом усього життя у всіх часових версіях, незалежно від того, чи є вони дорослими, батьками або людьми похилого віку.

## Персонажі
Деякі з головних персонажів, які постраждали від своїх дій, прямо чи опосередковано заподіяних Аріє, включають:
- Кота Комацудзакі: хуліган, який одержимо закохався в Аріє і відчуває провину за те, що не зміг її захистити. В кінцевому підсумку він поглинається болем і гнівом через те, що втратив її (через знущання). З часом, коли він дорослішає, Кота стає більш агресивним, фізично виводячи свій неусвідомлений гнів на оточуючих. Як дорослий, Кота працює в супермаркеті разом з батьком Аріє. Він часто відвідує Ніджіґахару і час від часу тусується в колодязі внизу.
- Хаято Вакамацу: хуліган, який товаришував з Котою. Він був одним із тих дітей, які того дня штовхнули Аріє в колодязь. Це несвідомо створило напругу в дружбі Хаято і Коти, коли Кота зайшов так далеко, що під час бійки порізав обличчя Хаято своїм розкладним ножем, а Хаято у відповідь розбив голову Коти шлакоблоком і кинув його в той самий колодязь, куди кинули Аріє. Цей інцидент залишив у Коти психічні розлади і призвів до того, що в дорослому віці він часто потрапляв у лікарню. Хаято виростає і стає поліцейським, на його обличчі залишається шрам від нападу Коти.
- Кьоко Сакакі: вчителька п'ятого класу, протягом року, коли Аріє кинули в колодязь. До цих подій Сакакі одного разу бачила, як чоловік ґвалтував Аріє в полі, і намагалася зупинити його. Захищаючись, чоловік схопив шлакоблок і вдарив її в око, травма призвела до сліпоти. Гірко переживаючи цей інцидент, Сакакі заприсягнулася ніколи не втручатися у справи дітей, і тому не втручалася під час знущань над Аріє, хоча вона знала про це і була твердо переконана, що інцидент з колодязем був актом знущання, а не нещасним випадком. Вона вийшла заміж за свого колегу-вчителя і народила пару близнюків, але пригнічені емоції гніву і провини змусили її зненавидіти свою сім'ю і стати жорстокою до своїх дітей. Зрештою, вона розлучається з чоловіком і нехтує своїми дітьми.
- Кімура: батько Аріє. Він абсолютний невдаха. Стверджується, що його дружина покинула його та Аріє заради іншого чоловіка за шість років до подій манґи. Мертве тіло матері було знайдено біля тунелю Ніджіґахара ще до того, як Аріє опинилася біля колодязя. Протягом усього дитинства батько Аріє регулярно ґвалтував її, оскільки вона нагадувала йому його дружину. У теперішньому часі він працював у тому ж супермаркеті, що й Кота, доки Кота не вдарив його в шию ножем з магазину, після чого його госпіталізували. Він розкаюється в тому, як поводився з Аріє, і, здається, чекає, щоб доля покарає його за це.
- Амахіко Судзукі: надзвичайно суїцидальний і депресивний хлопчик, який у дитинстві неодноразово намагався покінчити життя самогубством, через що часто змінював школи. Прийомні батьки емоційно нехтують ним, а мачуха дійшла до того, що наказала йому померти. Єдиними людьми, які виявляли до нього прихильність, були Сакакі та його однокласниця Хіґуре Нарумі, яка була в нього закохана. Під час однієї з часових ліній він нападає на Аріє, намагається зґвалтувати і вбити її, після чого дізнається, що Аріє — його біологічна сестра. У дорослому віці Судзукі все ще перебуває в депресії, переживає екзистенціальні кризи та піклується про свого хворого на рак батька.
- Нарумі Хіґуре: однокласниця Аріє. Вона була дуже тихою і слухняною ученицею, вважаючи за краще спостерігати за однокласниками і писати нотатки в щоденнику. Нарумі була закохана в Судзукі і була однією з небагатьох, хто по-справжньому піклувався про нього. Вона активно намагалася зробити його кращою людиною: запрошувала його до себе додому пограти у відеоігри, не дозволяла йому знущатися над іншими учнями. Вона була молодшою сестрою Макото і була вбита ним, коли він навмисно підпалив будинок.
- Макото Хіґуре: старший брат Нарумі. На перший погляд він здається доброзичливим і безтурботним, але насправді є надзвичайно небезпечною і божевільною людиною. У дитинстві він часто знущався над Нарумі, а згодом убив її разом з батьками під час навмисного підпалу будинку. Коли Аріє була молодшою, вона подружилася з Макото і зустрічалася з ним щодня, щоб записати казку про чудовисько. Макото став одержимий Аріє і одного разу зґвалтував її в полі. Саме він засліпив Сакакі, коли вона намагалася його зупинити. В манзі є натяк на те, що Кота міг бачити, як він тікав від інциденту. Макото так і не був спійманий за свої злочини, але його переслідують його дії та втрата Аріє, яка більше ніколи не приходила до нього після нападу. У дорослому віці він є власником кафе «Призма» і начальником Макі. Символічним предметом, що асоціюється з ним, є парасолька, яку він мав при собі в день, коли зґвалтував Аріє. Пізніше Кота вбиває Макото, вдаривши його парасолькою в серце.
- Макі Аракава: заздрісниця в класі Аріє, і, можливо, саме вона запустила ланцюжок подій, через які Аріє опинилася в комі. Макі з дитинства була глибоко закохана в Коту, але він не відповідав їй взаємністю, бо був закоханий в Аріє. З помсти Макі стала головною винуватцею інциденту з Аріє. У дорослому віці вона показується холодною, маніпулятивною і непостійною в стосунках, намагаючись використовувати чоловіків для задоволення своїх емоційних потреб. Вона прагне бути художницею, але її емоційна холодність символізується в її невдалій мистецькій кар'єрі, оскільки її клієнти скаржаться на брак емоцій в її роботах. Тому вона працює на півставки в кафе «Призма», де її босом є Макото. У дорослому віці вона нарешті спокушає Коту на стосунки, її бажання бути з ним нарешті здійснилося, або вона так думає. Насправді ж Кота в цей момент настільки засмучений подіями минулого і пригніченим гнівом, що він емоційно не в собі, настільки, що щогодини забуває, хто така Макі, і що вони взагалі перебувають у стосунках. Хоча він мав кілька випадкових сексуальних контактів з Макі, він не кохає її і все ще усвідомлює її причетність до смерті Аріє. Це робить злочин Макі проти Аріє марним актом насильства, оскільки Кота ніколи не закохається в неї. Зрештою, Макі починає турбувати одержимість Коти та його комфортне проведення часу біля тунелю Ніджіґахара. Перебуваючи в депресії через Коту, Макі починає стосунки з Макото, думаючи, що з ним вона знайшла хоч якийсь спокій. Насправді Макото теж не кохає Макі — він погодився на короткі стосунки, щоб заповнити порожнечу та одержимість, яку він відчуває до Аріє. Під час нав'язливої тиради про те, яка Макі жалюгідна порівняно з Аріє, Макото намагається напасти на Макі на тому ж полі, де він зґвалтував Аріє. Макі врятувалася, коли Кота, який тусувався в тунелі Ніджіґахара, вбиває Макото. Хоча Макі вчинила насильство над Аріє з помсти за кохання, вона зрештою не знайшла кохання ні в кого.

## Публікація
Манґа випускалася в японському журналі Quick Japan видавництва Ohta Publishing з листопада 2003 року по грудень 2005 року. 25 липня 2006 року видавництво Ohta зібрало 13 розділів в один том. 1 січня 2013 року видавництво Fantagraphics Books оголосило про ліцензування манґи в Північній Америці. Манґа також була випущена у Франції Panini Comics, в Іспанії Ponent Mon і Milky Way Ediciones (перевидання), в Італії Panini Comics, у Німеччині Tokyopop Germany, у Бразилії JBC, у Сербії Lokomotiva, на Тайвані Taiwan Tohan і в Україні MAL'OPUS.

## Сприйняття

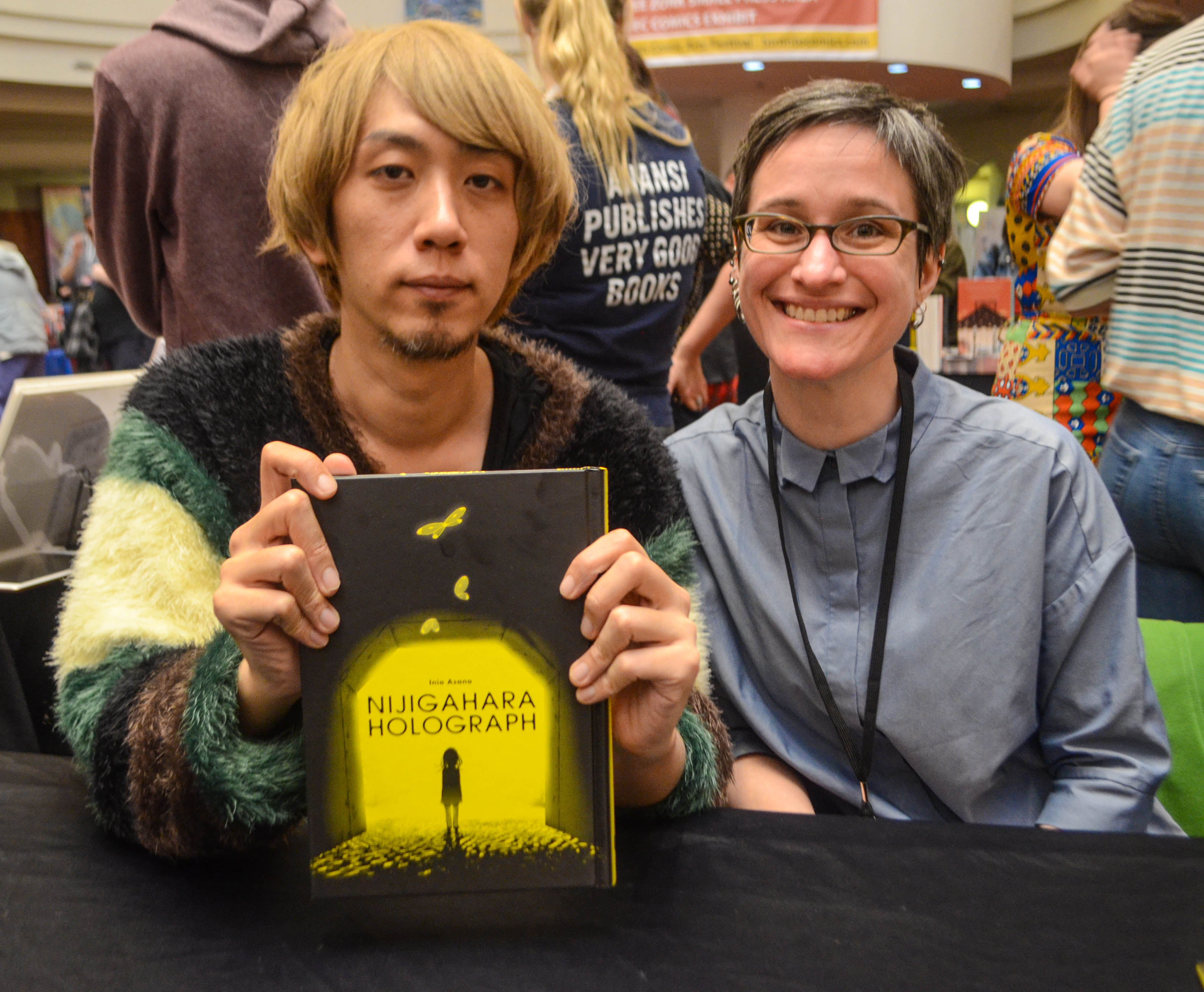
Асано на фестивалі коміксів у Торонто 2018, тримаючи копію англійського перекладу манґи від Fantagraphics

Джейсон Томпсон з Anime News Network вважає манґу заплутаною і темною, але сказав: «Манґа — це про потік, але потрібна майстерність, щоб грати з цим потоком так, як це робить Ініо Асано в Nijigahara». Він також порівняв зображення в манзі темних сторін людей з фільмами Девіда Лінча. Порівнюючи манґу з попередніми роботами Асано, Йоганна Карлсон з Comics Worth Reading сказала, що в ній «також зберігається сильний акцент на персонажах, але більш моторошний і жорстоко руйнівний». Вона підсумувала, що «складна, багатошарова розповідь заслуговує на увагу». Нг Суат Тонг з The Hooded Utilitarian вважає, що якість манґи, яка вимагає розглядати її як єдине ціле, є нетиповою для індустрії, що підкреслює легкість читання. Вона назвала манґу в цілому «чудом наративного рукоділля та одним з найкращих коміксів, що були перекладені в останні роки». У зірковій рецензії Publishers Weekly назвав манґу «темною і закрученою психологічною історією жахів», яка «в рівній мірі прекрасна і дуже тривожна», додавши, що вона «вражає і змушує читачів ламати голову над нею, і багато хто, ймовірно, повернеться до неї, щоб копнути глибше і відкрити для себе подальші значення». Гілларі Браун з Paste порівняла манґу з фільмом «Ефект метелика», вважаючи манґу більш сприятливою, сказавши: «книга цікава — навіть якщо вона розчаровує — своєю складною хронологією та схильністю до великих відкриттів». Лаура Хадсон з Wired назвала це «захоплюючим графічним романом», класифікуючи його як історію жахів, сказавши: «Це не дуже легка або приємна історія, але вона непохитна та красива». Олівер Сава з The AV Club описав манґу як «важку, що змушує читача зіткнутися з жахливими ситуаціями, не пропонуючи після цього особливої втіхи», зробивши висновок, що «майстерність Асано створює моторошну історію, яка в кінцевому підсумку приносить значну винагороду, навіть з її нерозгаданими таємницями». Кевін Черч з Comics Alliance вважає, що історія не виглядає дешевою, «навіть попри невблаганну похмурість оповіді», завдяки впливу Аріє на життя людей навколо неї. Він також похвалив фокус історії, її збалансований символізм, а також детальне мистецтво Асано та зображення емоцій на обличчі. Нарешті, він визнав манґу набагато складнішою, ніж «Соланін», але назвав її гідним викликом, який «несе в собі відчутний страх, що переслідуватиме вас ще довго після того, як ви її відкладете». Девід Беррі з National Post знайшов помилку виявив помилку в надмірній індульгенції Асано, маючи на увазі, що все в манзі пов'язано, але назвав історію «яка все ще може захоплювати унікальний момент із пронизливою емоційністю, залишаючи почуття затягнутими, як вечірні тіні».
Манґа потрапила в список бестселерів манґи The New York Times, будучи шостою найбільш продаваною за тиждень 8 березня 2014 року. Манґа була номінована на премію Diamond Gem Awards 2014, яку обирають продавці коміксів на основі продажів, у категорії «Манґа року в м'якій обкладинці». Пол Граветт назвав її десятою найкращою манґою 2014 року, розділивши це місце з ще однією роботою.